# Pivnice (Bačka Palanka, Srbija)
Pivnice (ćir.: Pivnice, mađ.: Pincéd) je naselje u općini Bačka Palanka u Južnobačkom okrugu u Vojvodini.

## Stanovništvo
Prema popisu stanovništva iz 2002. godine u Pivnicama živi 	3.835 stanovnika,  od toga 3.126 punoljetnih stanovnika, a prosječna starost stanovništva iznosi 42,3 godina (40,6 kod muškaraca i 43,8 kod žena). U naselju ima 1.501 domaćinstvo, a prosječan broj članova po domaćinstvu je 2,55.
Prema popisu stanovništva iz 1991. godine u naselju je živjelo 4.361 stanovnik.
| Etnički sastav 2002. |            |        |
| Narod                | Stanovnika | %      |
| Slovaci              | 2.935      | 76,53% |
| Srbi                 | 704        | 18,35% |
| Romi                 | 51         | 1,32%  |
| Jugoslaveni          | 31         | 0,80%  |
| Hrvati               | 9          | 0,23%  |
| Crnogorci            | 7          | 0,18%  |
| Rusini               | 6          | 0,15%  |
| Mađari               | 5          | 0,13%  |
| ostali               | 12         | 0,28%  |
| nepoznato            | 32         | 0,83%  |

| broj stanovnika | 5425  | 5653  | 5541  | 5162  | 4820  | 4361  | 3835  |
|                 | 1948. | 1953. | 1961. | 1971. | 1981. | 1991. | 2001. |

## Vanjske poveznice
- Karte, udaljenosti vremenska prognoza  Arhivirana inačica izvorne stranice od 28. kolovoza 2009. (Wayback Machine)
- [neaktivna poveznica]